# International Holding Company
IHC o International Holding Company PJSC (in arabo, الشركة العالمية القابضة) è una holding di investimento globale fondata nel 1998 ad Abu Dhabi, negli Emirati Arabi Uniti. International Holding Company è quotata come IHC sul mercato azionario di Abu Dhabi. IHC sviluppa e gestisce diverse società focalizzate su investimenti azionari, sanità, cibo e distribuzione, immobiliare, edilizia, servizi pubblici, tecnologia dell'informazione, comunicazione, marketing, vendita al dettaglio e tempo libero, leasing di trasporti e outsourcing. L'azienda opera negli Emirati Arabi Uniti, Medio Oriente, Asia, Africa, Europa e Stati Uniti, con oltre 6.500 dipendenti in tutto il mondo.
Nel marzo 2021, IHC ha registrato un utile netto di 3 miliardi di AED (81 milioni di dollari) e un aumento di 14 miliardi di AED (3,8 miliardi di dollari) delle attività al 31 dicembre 2020, da 4 miliardi di AED (1,8 miliardi di dollari)). un anno prima.